# 風獅爺商店街
風獅爺商店街（英語：Wind Lion Plaza）亦稱風獅爺購物中心，是一間位於中華民國福建省金門縣的中型購物中心，為金門縣第一間購物中心，商場總樓板面積約10,800坪，屬於金門工商休閒園區BOT案的第一期計畫，由台灣土地開發公司和全球最大旅遊零售集團Dufry合資經營。 2014年4月23日商場主力核心店金獅影城率先開業後，其他商店陸續開業。商場為ㄈ字型走向，由北、西、南三棟區域串組成兩岸最長免稅商店街（長398公尺）。 緊鄰金門機場。

## 歷史
金門縣政府利用金門機場附近之原「工2-7」，土地使用分區屬於工業區的土地，經都市計畫變更土地使用分區，成為「倉儲、批發及零售專用區」，以供商品加工處理、包裝、倉儲、批發、零售、服務、餐飲、事務所、銀行、商務中心及旅館等業者使用，並以BOT模式引入民間投資參與公共建設，為當時金門縣最大BOT案。
2009年11月3日，金門縣政府與台灣土地開發公司之子公司「台灣工商發展股份有限公司」完成「金門工商休閒園區」BOT案之簽約，特許期間為50年，園區整體面積共計7.45公頃、可開發面積5.6公頃。台開集團將園區開發案命名為「金門萬象金城」，並分為兩期開發。
第一期營運範圍包含B區北棟、西棟、南棟等三棟建築物及D區停車場，2011年1月24日動土，2013年竣工，2014年1月取得免稅商店執照，2014年4月23日金獅影城率先開業後，風獅爺商店街內的其他商店陸續開業。
第二期開發範圍包含A區及C區，A區為綠地，預計2020年6月30日前完成綠地整頓，C區引進旅館、商店、健身娛樂、餐飲酒吧等配套設施及停車場，民間機構已於2019年10月6日完成環境差異分析審查，刻正辦理後續建照申請。

## 商場介紹
商場分為北、西、南三棟區域：總樓板面積3,716坪的西棟為地上四層至地下一層，包含運動服飾、金獅影城（擁有4D Cinemax）、卡丁車樂園、特賣會、地下停車場；北棟為地上三層至地上一層，包括金門創新園區、餐廳、藝廊、兒童遊戲場；南棟為地上三層至地下一層，有免稅店「LAOX樂購仕」。
開業初期，風獅爺商店街引進多個首度進駐離島的知名品牌，如2014年7月於西棟2F由日本吉本興業開設專賣日本特產的「吉本47特選市場」，2014年8月開設星巴克咖啡（2008年澎湖門市結束營業後再次開設離島門市），2015年2月蘋果經銷門市「STUDIO A」開業，2015年3月「86小舖」開業，2016年7月「日藥本舖」開業。 2019年星巴克咖啡結束營業，但金門麗陽商場（家樂福量販金門店旁）仍有星巴克門市。
受到COVID-19疫情的影響，小三通於2020年2月起停航，原佔來客量近六成的中國大陸籍遊客消失，加上本土疫情升溫，金門在地客也減少，至2021月7月時，位於北棟原有的風獅購物（專賣好市多熱銷商品）、風獅爺食堂（美食街）、日藥本舖、珠寶藝品、金門特色商品館及食品等皆已撤櫃，位於西棟的自營7-Eleven超商、Levi's、Converse等專櫃也已結束營業。

## 外部連結
- 風獅爺商店街 （页面存档备份，存于）（繁體中文）（简体中文）
- 風獅爺商店街的Facebook專頁
- 台灣公司資料
- 金獅影城 （页面存档备份，存于）（繁體中文）